# Дзиндзицу

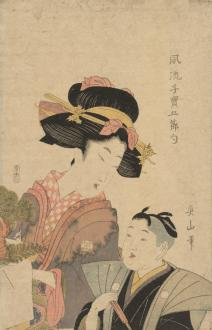
Цветная ксилография «Дзиндзицу» из серии «Пять праздников детей-сокровищ» Кикугавы Эйдзана (1787—1867), из коллекции ГМИИ. Изображено традиционное новогоднее украшение из сосны и папоротника вараби.

Дзиндзицу (яп. 人日, «день человека») — один из пяти сезонных японских праздников госэкку (五節句), отмечающих смену времён года по лунному календарю. Праздник, имеющий китайское происхождение, был интегрирован в японский императорский календарь более 1000 лет назад в период Хэйан, являлся официальным мероприятием сёгуната Эдо. С периода Мэйдзи по настоящее время праздник отмечается в Японии в седьмой день первого месяца по григорианскому календарю (7 января) и считается частью новогодних торжеств, которые оканчиваются в это время.

## Описание
Этот день также известен как Вакана-но сэкку или Нанакуса-но сэкку (七草の節句, «Праздник семи трав»), из-за обычая подносить божествам в этот день жидкую рисовую кашу с добавлением «семи счастливых императорских трав» (七草粥, «нанакуса-гаю») для обеспечения хорошего здоровья и чтобы отогнать злых духов в наступившем новом году. Это блюдо традиционно подаётся к семейному столу.
Типичные травы (и овощи), используемые для приготовления блюда: надзуна (пастушья сумка), сэри (японская петрушка), гогё (сушеница), хотокэнда (бородавочник), судзуна (репа), судзусиро (дайкон) и хакобэра (песчанка, мокричник). Тем не менее, в некоторых регионах имеются другие варианты сбора.
В качестве одного из обоснований употребления нанакуса-гаю в седьмой день первого месяца приводится довод, что это кушанье легко усваивается и позволяет отдохнуть пищеварительной системе, которая может быть ослаблена обильной пищей, употребляемой в первые дни нового года.
В некоторых районах Японии поют народные песни нанакуса-баяси, приуроченные к дзиндзицу.

## Происхождение
Праздник пришёл из Китая, где он называется Жэньжи и считается «днём рождения человечества». Согласно китайским мифам, богиня-прародительница Нюйва (кит. 女媧), создала животных в разные дни, человека же — на седьмой день после сотворения мира. Соответственно, каждый из первых дней первого лунного месяца был соотнесён с конкретным существом или животным, которому в «его день рождения» запрещено было причинять какой-либо вред: таким образом, первый день посвящён петуху, далее следовал «день собаки», «день кабана», «день овцы», «день коровы», «день лошади», и, наконец, «день человека». В «день человека» не применялись никакие наказания к преступникам.